# Infarctus rénal
Un infarctus rénal correspond à une destruction partielle ou totale du parenchyme rénal secondaire à une obstruction d'une artère rénale ou de l'une de ses branches.

## Manifestations
Il se manifeste par une douleur du flanc. Il peut exister une hématurie, une fièvre.

## Diagnostic
Le scanner abdominal peut faire le diagnostic, visualisant la lésion au niveau du rein et l'occlusion d'une artère rénale. L'échographie a un rendement diagnostic moindre. Une scintigraphie rénale peut aider.
La biologie peut montrer la présence de sang dans les urines (hématurie). En règle générale, la fonction rénale reste conservée, sauf en cas de maladie du rein controlatéral.

## Causes
L'occlusion de l'artère rénal peut être secondaire à un athérome local ou à une embolie. Dans ce dernier cas, une fibrillation atriale en est souvent la cause. Une cause cardiaque de l'infarctus est retrouvée dans la moitié des cas.

## Traitement
L'atteinte est irréversible. Il s'agit de traiter les symptômes (douleurs) et d'éviter une récidive en traitant la cause : antiagrégants plaquettaires en cas d'athérome, anticoagulant oral en cas de fibrillation atriale.
Dans les cas diagnostiqué précocement, une fibrinolyse peut être réalisée.